# Kostel Nejsvětějšího srdce Ježíšova (Suchá)
Kostel Nejsvětějšího srdce Ježíšova se nachází zhruba uprostřed vsi Suchá, části města Jáchymov. Postaven byl v letech 1927–29 pro potřeby obyvatel této části Jáchymova. Nachází se na území farnosti Jáchymov.

## Historie
Přípravný výbor v čele Johannem Öehmem (předseda) a Johannem Pepperlem (jednatel) uvažoval o stavbě prosté kaple, ale později byl přijat záměr stavby kostela. Peníze byly shromažďovány sbírkou především mezi obyvateli obce, ale i mezi obyvateli Jáchymova. Formou dodávky stavebního dříví přispělo i samotné město Jáchymov. V roce 1928 byly vyčerpány finanční prostředky ve výši 60 000 korun, a proto nezbyly prostředky na zakoupení zvonu.
Výbor pro stavbu kostela si zapůjčil zvon z roku 1630 od zvonaře Hanse Zincka, který byl umístěný v Městském muzeu v Jáchymově. Za zvon se zaručili: J. Öehm (předseda), K. Hahne (zástupce předsedy) a J. Drumm (řídící učitel školy na Suché a zároveň pokladník Výboru). Díky této zápůjčce mohl být kostel 20. 10. 1929 slavnostně vysvěcen. V roce 1940 Jáchymov požadoval navrácení zvonu. Protože by kostel zůstal bez zvonu, obyvatelé Suché navrácení zdržovali. A to až do roku 1941, kdy byl zvon zabaven stejně jako zvony v Jáchymově i širokém okolí a roztaven pro válečné účely.

## Současnost
Po roce 2000 město Jáchymov nechalo kostel kompletně zrekonstruovat. Finančně se podílel i Karlovarský kraj. Vyměněna byla střecha, opraveny omítky a rekonstrukcí prošel i interiér kostela.
Kostel dnes slouží jako místo setkávání obyvatel i turistů, pořádají se zde koncerty a jiné kulturní akce. O Vánocích se zde pravidelně koná Mše svatá. Kostel je od jara do podzimu zajištěn mříží, díky čemuž je možné si prohlédnout interiér.